# Dudler (Gesang)
Dudeln ist das wienerische und niederösterreichische Wort für Jodeln. Der Wiener Dudler ist die vorwiegend von Frauen praktizierte Wiener Form des Jodlers. Das niederösterreichische Dudeln im alpinen Teil Niederösterreichs ist dem steirischen Jodeln nicht unähnlich und weist wienerische Einflüsse auf.
Der Wiener Dudler wurde mit 2010 in das Verzeichnis des Immateriellen Kulturerbes in Österreich aufgenommen.

## Dudeln und Jodeln
Der Wiener Dudler ist eine urbane Musik, er wird in geschlossenen Räumlichkeiten gesungen und ist eng der Tradition des Heurigen verbunden. Durch die Nähe zum Bühnengesang und zur Kunstmusik wurde der Dudler im Lauf der Zeit kunstvoller, verzierter und schwieriger als der alpenländische Jodler und steht heute in der Nähe zum Wienerlied und der begleitenden Schrammelmusik: Während der alpenländische Jodler meist reine Vokalmusik ist, wird der Dudler gerne von verschiedenen Instrumenten wie etwa Klarinette, Gitarre oder Harmonika untermalt und begleitet. Eine weitere Besonderheit des Dudelns ist das Verschleifen der Töne,  die für die „unsaubere“ Melodik des Volksmusikguts des östlichen Alpenvorlands typisch ist, was sie aus zeitgenössischer Sicht besonders reizvoll macht.
Die Andersartigkeit des Dudelns im Vergleich zu anderen Jodelstilen wird in der Fachliteratur erst in jüngerer Zeit postuliert.

## Kulturgeschichte und Entwicklung
Das Dudeln ist in Wien ab ca. 1820 beschrieben. Franz Tschischka und Julius Max Schottky schreiben 1819, dass in den Vororten von Wien "gedudelt" wird, sie beschreiben "dudeln" als Wechseln zwischen Brust- und Kopfstimme.
Lange Zeit dachte man, die typische Technik der Wiener Dudlerinnen würde mit dem Vergehen der mittlerweile hochbetagten Damen, namentlich Trude Mally († 2009), Maly Nagl, Franzi Woltran, Leopoldine Kauth, Adi Rothmayer, Poldi Debeljak, Luise Wagner, Anny Demuth u. a. verschwinden. Nun wird aber auch in der jüngeren Generation wieder gedudelt: Hier sind vor allem die Sängerinnen Agnes Palmisano und Doris Windhager zu nennen, aber auch Tini Kainrath von den Rounder Girls bemüht sich darum, das Dudeln am Leben zu erhalten.